# Vacuna contra la encefalitis japonesa
La vacuna contra la encefalitis japonesa es una vacuna que protege contra la encefalitis japonesa. Las vacunas tienen más del 90% de efectividad. La duración de la protección con la vacuna no está actualmente claro, pero su eficacia parece disminuir con el tiempo. Las dosis se administran mediante inyección intramuscular o subcutánea.
Se recomienda como parte del calendario de vacunación en países donde la enfermedad es un problema de salud. Se administran una o dos dosis según la versión de la vacuna, y se debe completar al menos una semana antes de la exposición. Por lo general, no se necesitan dosis adicionales en áreas donde la enfermedad es común. De lo contrario, las dosis pueden administrarse después de un año y después de 10 años. En aquellas personas con VIH/SIDA o embarazadas se debe utilizar una vacuna inactivada. Se recomienda la inmunización de los viajeros que planean pasar tiempo al aire libre en áreas donde la enfermedad es común.
La vacuna es relativamente segura. Puede haber dolor y enrojecimiento en el sitio de la inyección. Desde el 2015 hay disponibles unas 15 vacunas diferentes. algunas basadas en técnicas de ADN recombinante, otros de virus debilitados y también con virus inactivados.
Las vacunas contra la encefalitis japonesa estuvieron disponibles por primera vez en la década de 1930. Se encuentra en la Lista de Medicamentos Esenciales de la Organización Mundial de la Salud. En Estados Unidos cuesta entre 100 y 200 USD por un curso de vacunacion. En el Reino Unido, un curso le cuesta al NHS alrededor de £ 120, al partir de 2022.